# República Popular China en los Juegos Olímpicos de Salt Lake City 2002
La República Popular China estuvo representada en los Juegos Olímpicos de Salt Lake City 2002 por un total de 66 deportistas que compitieron en 7 deportes.
El portador de la bandera en la ceremonia de apertura fue el patinador artístico Zhang Min.

## Medallistas
El equipo olímpico chino obtuvo las siguientes medallas:
| Nombre                               | Deporte                              | Competición      |
| ------------------------------------ | ------------------------------------ | ---------------- |
| Oro                                  |                                      |                  |
| Yang Yang                            | Patinaje de velocidad en pista corta | 500 m F          |
| Yang Yang                            | Patinaje de velocidad en pista corta | 1000 m F         |
| Plata                                |                                      |                  |
| Li Jiajun                            | Patinaje de velocidad en pista corta | 1500 m M         |
| Yang Yang Wang Chunlu Sun Dandan     | Patinaje de velocidad en pista corta | Relevos 3000 m F |
| Bronce                               |                                      |                  |
| Shen Xue Zhao Hongbo                 | Patinaje artístico                   | Parejas          |
| Wang Chunlu                          | Patinaje de velocidad en pista corta | 500 m F          |
| Yang Yang                            | Patinaje de velocidad en pista corta | 1000 m F         |
| Li Jiajun An Yulong Feng Kai Guo Wei | Patinaje de velocidad en pista corta | Relevos 5000 m M |